# Goniofolídids
Els goniofolídids (Goniopholididae) són una família extinta d'arcosaures crocodilomorfs neosucs que van viure des del Sinemurià fa 196 milions d'anys al Campanià fa 70 milions d'anys, al llarg de tota Lauràsia a Europa, Àsia i Amèrica del Nord, així com a Sud-amèrica i Àfrica. Es defineix com el clade més inclusiu que conté a Goniopholis crassidens (Owen, 1841) però no Pholidosaurus geoffroyi (Owen, 1884), Alligatorellus beaumonti (Gervais, 1871), Peirosaurus torminni (Price, 1955), Araripesuchus gomesii (Price, 1959), Notosuchus terrestris (Woodward, 1896), Crocodylus niloticus (Laurenti, 1768).

## Taxonomia
La família dels goniofolídids inclou els següents gèneres:
- Calsoyasuchus
- Coelosuchus
- Dakotasuchus
- Denazinosuchus
- Eutretauranosuchus
- Goniopholis
- ?Kansajsuchus
- Microsuchus
- Oweniasuchus
- ?Pinacosuchus
- Pliogonodon
- Siamosuchus
- Sunosuchus
- Symptosuchus
- Turanosuchus
- Vectisuchus